# Marie Gray
Pour les articles homonymes, voir Gray.
 (août 2017).
Marie Gray, née en 1963 à Laval (Québec), est une auteure canadienne notamment connue pour ses ouvrages destinés aux adultes (les Histoires à faire rougir) qui ont obtenu un grand succès tant au Québec qu'à l'étranger. Traduites en quatorze langues, les ventes ont atteint 1 million d'exemplaires. L'auteure a par la suite lancé la collection Oseras-tu? pour les jeunes de 14 à 18 ans qui a pour objectif de faire de la prévention en matière de sexualité, toxicomanie, homophobie, suicide, etc. Elle est porte-voix pour l'Association Québécoise de prévention du suicide. Elle a ensuite publié la trilogie Baiser en 2015 et 2016, suivie du roman Il était une voix en 2017 et de Sois belle et tais-toi en 2019.

## Biographie
Ancienne chanteuse rock (1982 à 1994), elle quitte le milieu du spectacle et se consacre, entre autres, à l'écriture de nouvelles. Elle anime, en 2002-2003, une chronique mensuelle de littérature érotique à l'émission télévisuelle Sexe et Confidences du réseau Télévision Quatre-Saisons. Elle donne des conférences très appréciées en milieu scolaire pour ses ouvrages destinés aux adolescents et est directrice littéraire chez Guy Saint-Jean Éditeur, l'entreprise familiale.

## Œuvres

### Romans
- 2015 : Baiser 1 Les Dérapages de Cupidon (Guy Saint-Jean)
- 2016 : Baiser 2 La Vengeance de la veuve joyeuse (Guy Saint-Jean)
- 2016 : Baiser 3 La Belle et les Bêtes (Guy Saint-Jean)
- 2017 : Il était une voix (Guy Saint-Jean)
- 2019 : Sois belle et tais-toi (Guy Saint-Jean)
- 2022 : Ce que femme veut (Guy Saint-Jean)

### Nouvelles érotiques
- 1994 : Histoires à faire rougir (Guy Saint-Jean)
- 1996 : Nouvelles histoires à faire rougir (Guy Saint-Jean)
- 1998 : Histoires à faire rougir davantage (Guy Saint-Jean)
- 2001 : Rougir de plus belle (Guy Saint-Jean)
- 2003 : Rougir un peu, beaucoup, passionnément (Guy Saint-Jean)

Depuis leurs éditions originales, les cinq recueils ont été réédités à plusieurs reprises en diverses configurations, parfois numérotés Rougir 1, Rougir 2 etc. On y trouve également :
- 2005 : un « meilleur de » : Coups de cœur à faire rougir (Guy Saint-Jean)
- 2013 : une intégrale en un volume : Histoires à faire rougir, la collection ultime (Guy Saint-Jean)

### Romans destinés aux jeunes lecteurs de 14 ans et plus
Série Oseras-tu ?
- 2009 : La Première Fois de Sarah-Jeanne (Guy Saint-Jean)
- 2009 : Le Cœur perdu d'Élysabeth (Guy Saint-Jean)
- 2010 : Le Roman de Cassandra (Guy Saint-Jean)
- 2010 : Le Vertige de Gabrielle (Guy Saint-Jean)
- 2011 : Le Miroir de Carolanne (Guy Saint-Jean)
- 2012 : L'Existence de Mélodie (Guy Saint-Jean)

Série Dans ta face
- 2013 : Les Dérapages de Frédérick, aussi connu comme Frédérick : Dérapages et rock'n'roll (Guy Saint-Jean)
- 2016 : Le Mise en échec de Nico (Guy Saint-Jean)

### Essais
- 2023 : De biche à bad bitch (Guy Saint-Jean), avec Sylvain St-Amour